# Clarence Oldfield
Pour les articles homonymes, voir Oldfield.
Clarence Winston Oldfield (né le 27 novembre 1899 à Durban et décédé dans la même ville le 14 décembre 1981) est un athlète sud-africain spécialiste du sprint. Il mesurait 1,78 m pour 59 kg.

## Biographie

### Palmarès
| Date | Compétition           | Lieu   | Résultat | Épreuve   | Performance  |
| ---- | --------------------- | ------ | -------- | --------- | ------------ |
| 1920 | Jeux olympiques d'été | Anvers | 2e       | 4 × 400 m | 3 min 24 s 2 |

### Records
| Épreuve    | Performance  | Lieu | Date |
| ---------- | ------------ | ---- | ---- |
| 400 mètres | 49 s 0       |      | 1924 |
| 800 mètres | 1 min 56 s 1 |      | 1923 |